# Xí xổm

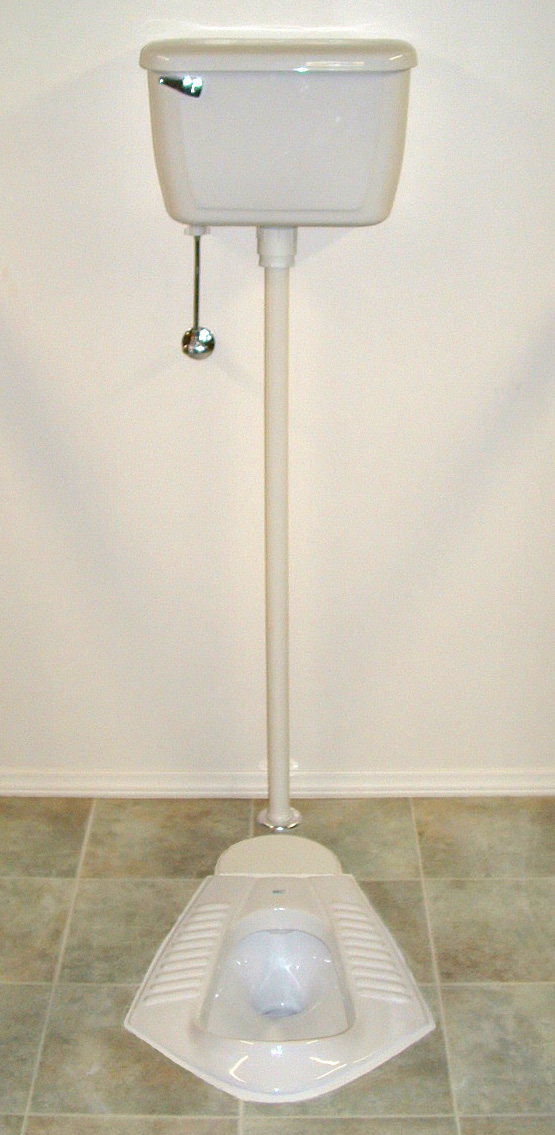
Hố xí xổm với hệ thống giật nước

Xí xổm (cũng được biết đến như một nhà vệ sinh ngồi xổm, toilet Ấn Độ, hoặc toilet Thổ Nhĩ Kỳ) là một nhà vệ sinh được sử dụng bằng cách ngồi xổm, chứ không phải ngồi bệt. Có một số loại nhà xí xổm, nhưng tất cả đều chứa một bồn vệ sinh hoặc chậu nằm ở mức sàn. Ngoại lệ duy nhất là một "bệ" xí xổm, có chiều cao như một bệ xí bệt. Về mặt lý thuyết có thể ngồi xổm trên bồn cầu xí bệt, nhưng điều này đòi hỏi phải cẩn thận ngăn ngừa tai nạn vì xí bệt không được thiết kế để ngồi xổm.
Một nhà xí xổm có thể sử dụng giật nước từ bồn và thuộc loại nhà xí xả nước, hoặc nó có thể không có bồn đựng nước và thuộc loại nhà xí khô. Thuật ngữ "ngồi xổm" chỉ đề cập đến tư thế khi đại tiện và không liên quan bất kỳ khía cạnh khác của công nghệ nhà xí, chẳng hạn như việc nó có chức năng giật nước hay không.
Xí xổm được sử dụng trên khắp thế giới, nhưng đặc biệt phổ biến ở nhiều nước châu Á và châu Phi và ở các nước đông dân theo Hồi giáo hay Ấn Độ giáo, với thói quen làm sạch hậu môn bằng nước sau khi đại tiện.

## Thuật ngữ
Xí xổm được cố định trên nền đất, đòi hỏi người sử dụng phải ngồi xổm với đầu gối gập lại. Xí xổm đôi khi được gọi là "nhà vệ sinh theo phong cách phương Đông" bởi vì chúng thường có ở các nước như Nhật Bản, Trung Quốc, Ấn Độ, và Trung Đông. Ngược lại, xí bệt thường được gọi là "nhà vệ sinh theo phong cách phương Tây".

## Hình ảnh

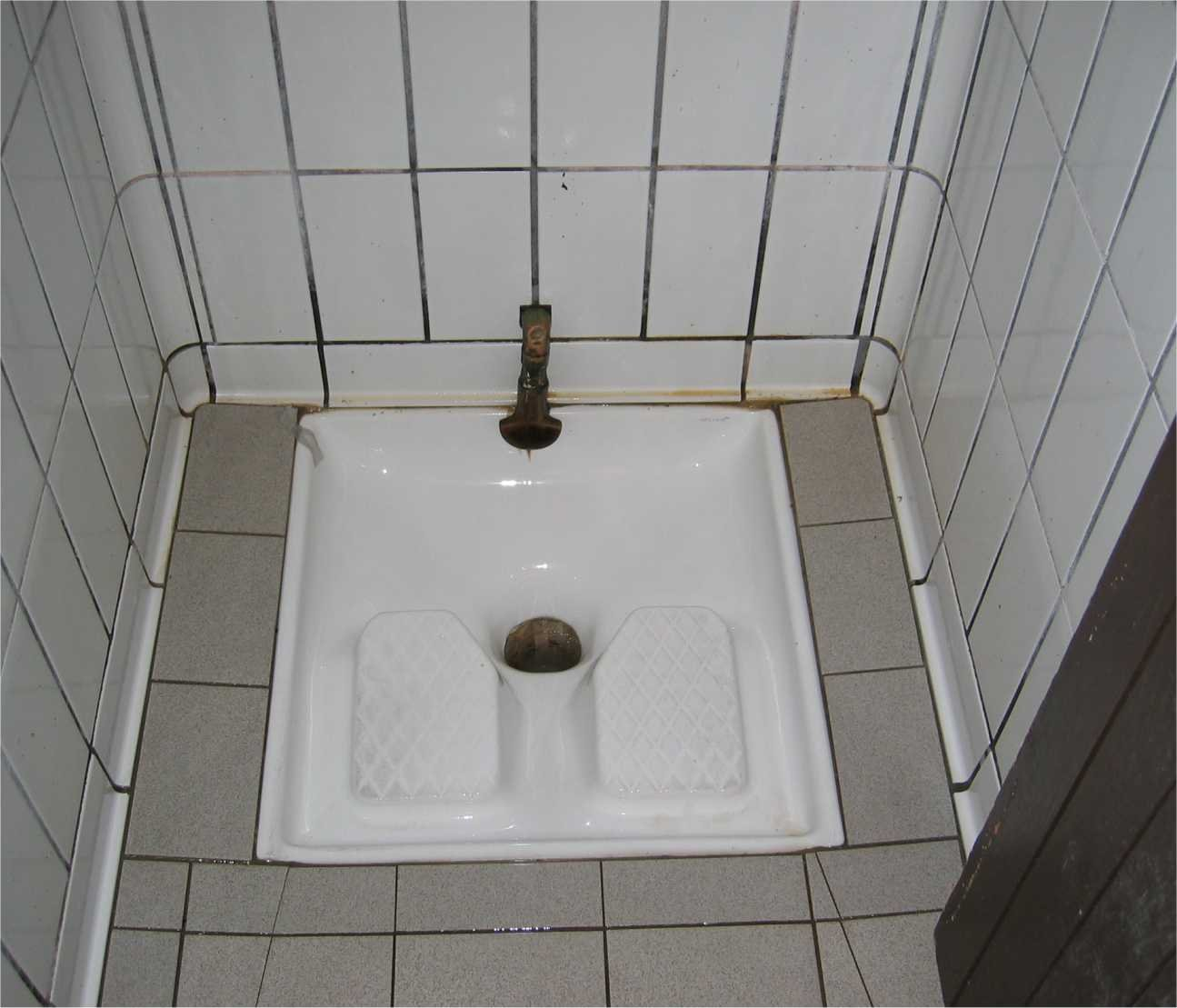
Xí xổm tại một cửa hàng dịch vụ đường cao tốc ở gần Toulouse, Pháp
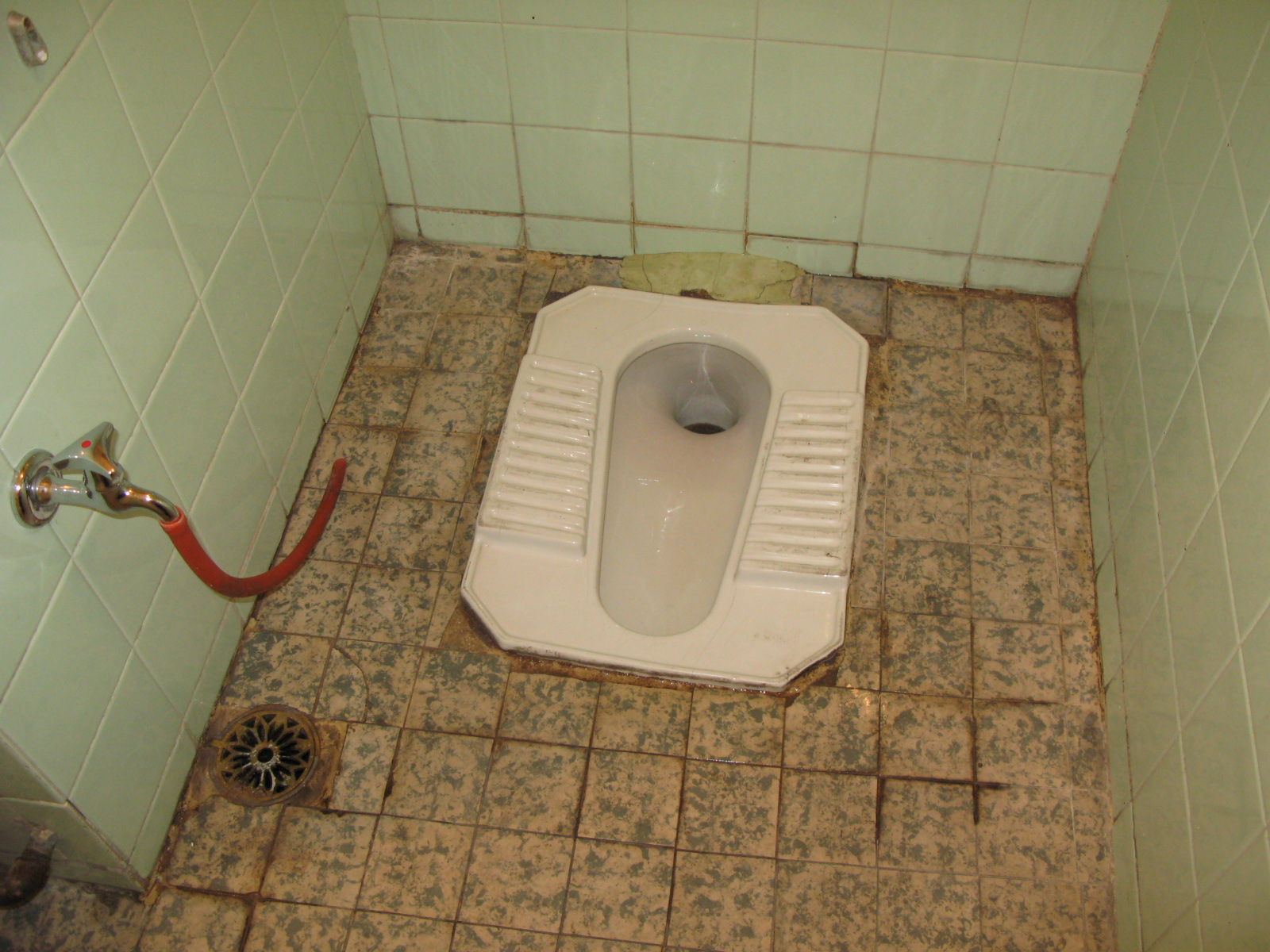
Hố xí tiêu biểu vùng nông thôn Syria: Hố xí với ống nước bên trái để làm sạch hậu môn.
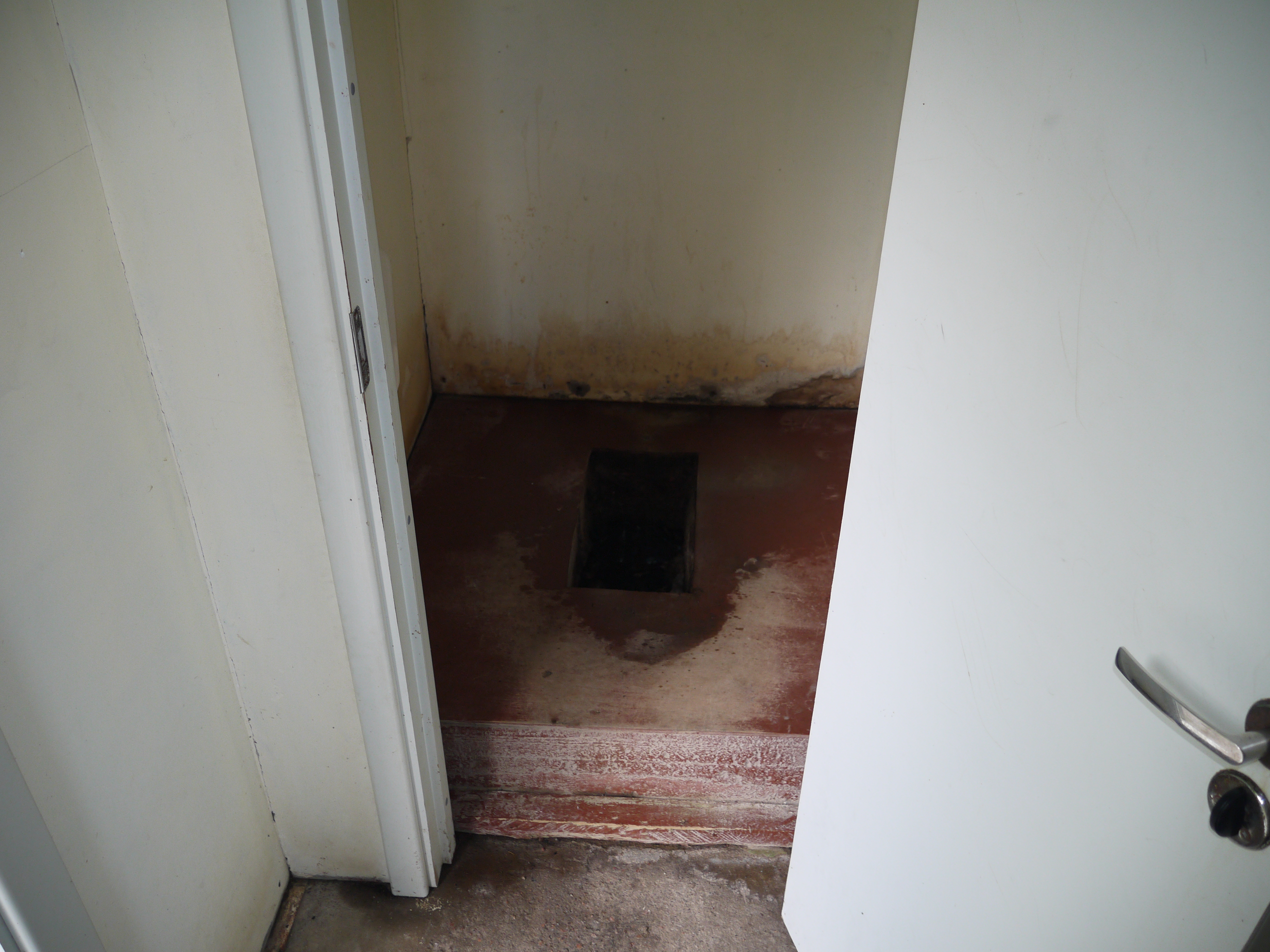
Xí xổm công cộng tại Tsarskoe Selo, Nga
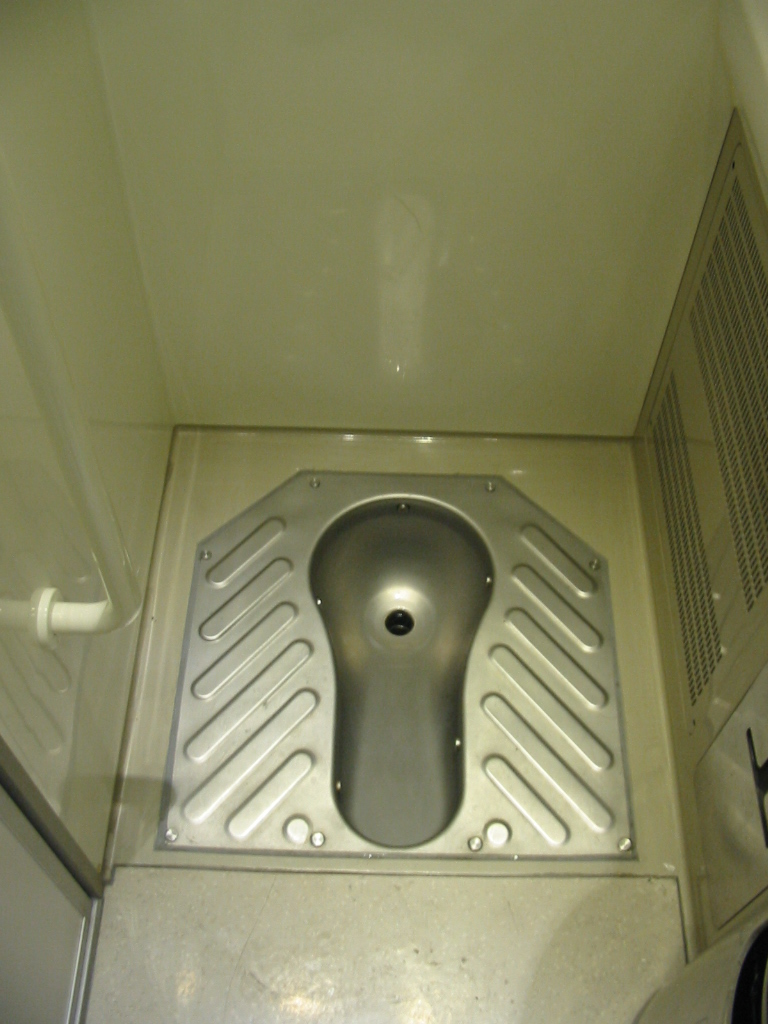
Xí xổm trên tàu hỏa tốc độ cao Quảng Châu–Thâm Quyến–Hong Kong ở Trung Quốc
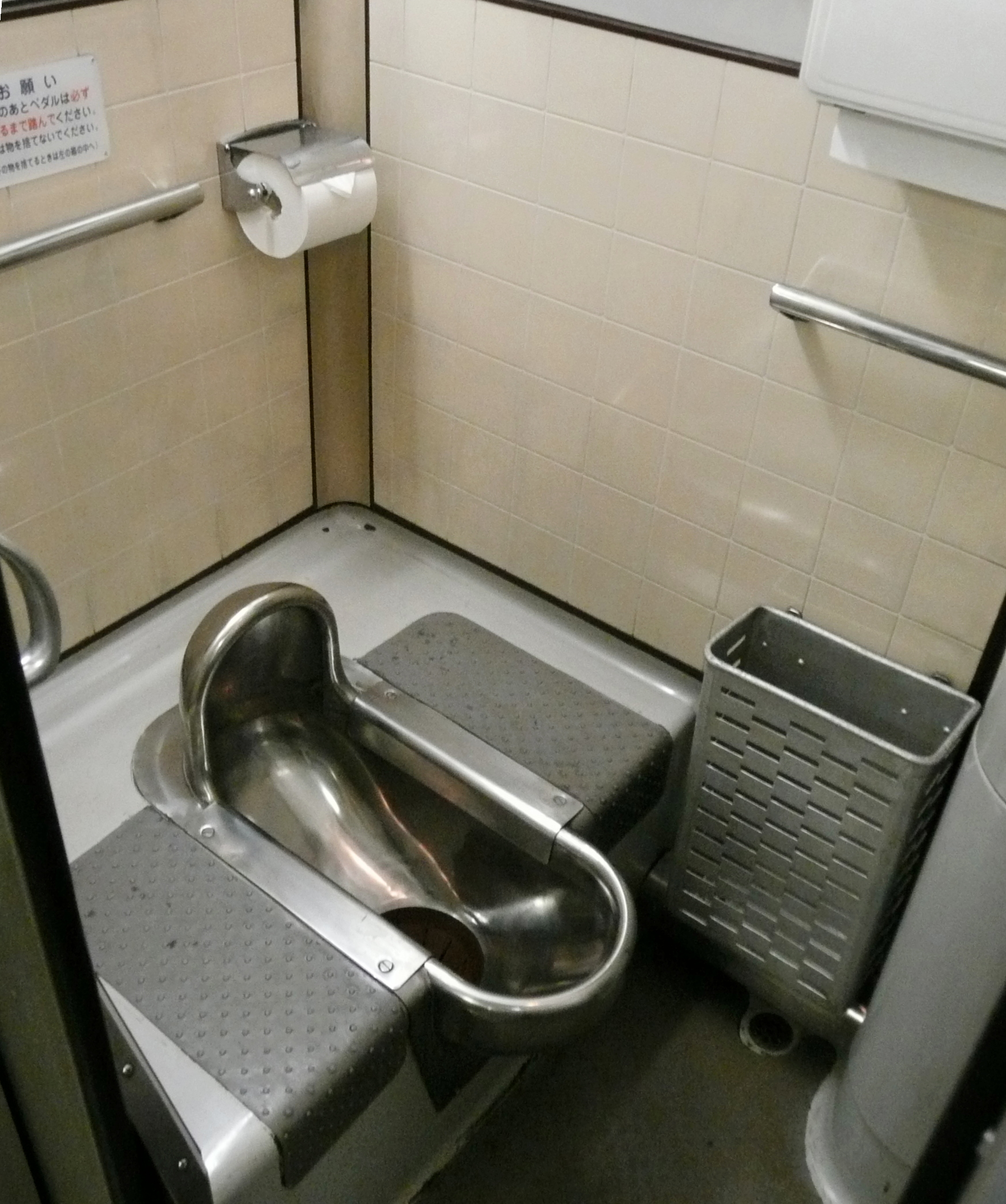
Xí xổm trên tàu Ginga ở Nhật
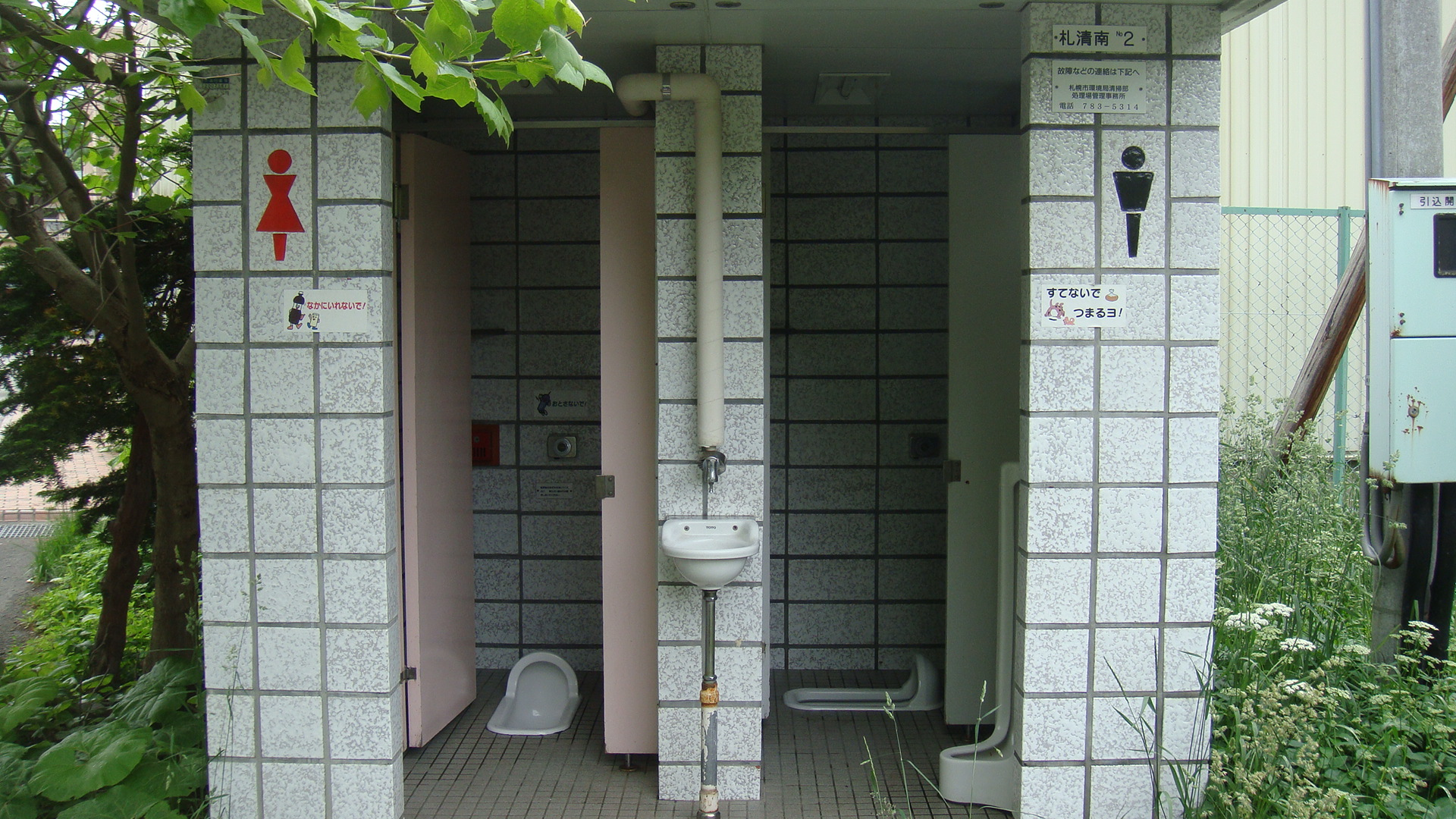
Hố xí công cộng tại Jozankei Hot Springs, Hokkaido, Nhật Bản